# Petite rue L'Olivier
Pour les articles homonymes, voir Olivier.
La petite rue L'Olivier (en néerlandais : Korte L'Olivierstraat) est une impasse schaerbeekoise (Bruxelles) située entre les no 76 et 78 de la rue L'Olivier.

## Histoire et description
Elle porte le nom d'un militaire belge, Jean L'Olivier, né à Bruxelles en 1792 et décédé à Liège en 1854.
La numérotation des habitations va de 1 à 17 pour le côté impair, et de 2 à 18 pour le côté pair.